# Província de Tokat
Tokat és una província situada al nord de Turquia. Les seves províncies adjacents són Amasya al nord-oest, Yozgat al sud-oest, Sivas al sud-oest i Ordu al nord-est. La seva capital és Tokat, que es localitza al mig de la regió de la Mar Negra, a 422 quilòmetres d'Ankara.

## Districtes
La província de Tokat es divideix en 12 districtes (el districte de la capital apareix en negreta):
- Almus
- Artova
- Başçiftlik
- Erbaa
- Niksar
- Pazar
- Reşadiye
- Sulusaray
- Tokat
- Turhal
- Yeşilyurt
- Zile

## Història
Dos monuments notables en aquesta província són la Madrassa Hatuniye, del segle xv, construïda pel soldà Baiazet II, i un pont seljúcida que creua el Riu Iris, que data del segle xii. La Mansió Latifoğlu és un tercer lloc destacat, com a exemple d'arquitectura tradicional d'una casa turca del segle xix; recentment ha estat restaurada al seu estat original.